# دالمس‌هولته
دالمس‌هولته (به هلندی: Dalmsholte) یک منطقهٔ مسکونی در هلند است که در اومن واقع شده‌است. دالمس‌هولته ۲۰۰ نفر جمعیت دارد.